# ピッツバーグ薬物裁判
ピッツバーグ薬物裁判（Pittsburgh drug trials）は、1985年に起きた薬物スキャンダル。メジャーリーグベースボール（MLB）において、1919年のブラックソックス事件以来の大きな罰則をもたらした。デーブ・パーカー、デール・ベラ、リー・レーシー、リー・マジーリ、ジョン・ミルナー、ロッド・スケリー、ウィリー・エイキンズ、バイダ・ブルー、ティム・レインズ、キース・ヘルナンデス、エノス・カベル、ジェフリー・レナード、ロニー・スミスがピッツバーグの大陪審に召喚されて証言した。彼らの証言の後、1985年9月5日から20日まで行われたピッツバーグ薬物裁判はマスメディアによって大々的に取り上げられ、広く論議を呼んだ。1986年2月28日にピーター・ユベロスコミッショナーはコカインの所持や販売に関与した証拠が明確に確認された11人の選手に対して出場停止処分を科した。

## 評決
1985年5月にカーティス・ストロングら7人の売人がコカインの販売容疑で起訴された。
ピッツバーグの大陪審に召喚されたメジャーリーグベースボール（MLB）の選手達は証言する事を条件に起訴を免除された。元ピッツバーグ・パイレーツのジョン・ミルナーはウィリー・メイズとウィリー・スタージェルからアンフェタミンを購入した事や、1980年6月13日の対ヒューストン・アストロズ戦の試合中にスリー・リバース・スタジアムの浴室内の個室でコカイン2ｇを200ドルで購入したと証言した（メイズとスタージェルは彼のこの主張を否定）。モントリオール・エクスポズのティム・レインズは「常にズボンの後ろポケットにコカインを入れ、盗塁をする時もガラスバイアルが破損しないようにヘッドスライディングを行っていた」と証言した。ニューヨーク・メッツのキース・ヘルナンデスは過去に3年間コカインを使用した事を認め、「メジャーリーグの40%の選手がコカインを使用していると思う」と語った。パイレーツのデール・ベラはウィリー・スタージェルとビル・マドロックがチームメイトにアンフェタミンを提供していた事を主張した。
証言によってドラッグの売人がパイレーツのクラブハウスを出入りしていた事が明らかになった。パイレーツのマスコット「パイレート・パロット」の中の人物もコカインを購入し、ドラッグ販売に関与していた。
ストロングら7人の売人に11件の罪で有罪判決を下った。ストロングは12年の実刑判決を受けたが、僅か4年の刑期を終えた後に釈放された。

## 関与選手の処罰
1986年2月28日にピーター・ユベロスコミッショナーはコカインを所持または販売に関与した証拠が明確に確認された11人に対して出場停止処分を科した。
コカイン販売関与の証拠が確認された以下の7人が1年の出場停止処分。ただし、「年俸の10%寄付、100時間の奉仕活動への参加、ランダムの抜き打ちドーピング検査を受ける」という条件をクリアした場合には処罰は免除された。
- デーブ・パーカー
- キース・ヘルナンデス
- ウォーキーン・アンドゥハー
- エノス・カベル
- デール・ベラ
- ロニー・スミス
- ジェフリー・レナード

コカイン所持の証拠が確認されたが、販売には関与しなかった以下の4人が60日間の出場停止処分。ただし、「年俸の5%寄付、50時間の奉仕活動への参加」という条件をクリアした場合には処罰は免除された。
- アル・ホランド
- リー・レーシー
- ラリー・ソレンセン
- クローデル・ワシントン

ユベロスはまた、全選手を対象に抜き打ちの尿検査を導入しようと試みたが、選手会は「経営者と労働者が交渉して決める問題である」と主張してこれに強く反対。仲裁にも敗北し、最終的には導入を断念した。

## 裁判に召喚された選手のその後
- デーブ・パーカーは1986年と1990年のオールスターゲームに選出された。
- キース・ヘルナンデスは1988年まで11年連続でゴールドグラブ賞を受賞した。
- ロニー・スミスは1989年のカムバック賞を受賞した。
- ウィリー・エイキンズは1994年にクラック・コカインを密売していたとして懲役20年の有罪判決を受け、2008年まで服役した。
- ロッド・スケリーはコカイン使用が原因の心臓発作で1992年に36歳で亡くなった。
- ラリー・ソレンセンは飲酒運転で7度逮捕された。